# Cantone di Lisieux-3
Il Cantone di Lisieux-3 era una divisione amministrativa dell'arrondissement di Lisieux.
A seguito della riforma approvata con decreto del 17 febbraio 2014, che ha avuto attuazione dopo le elezioni dipartimentali del 2015, è stato soppresso.

## Composizione
Comprendeva parte della città di Lisieux e i comuni di:
- La Boissière
- La Houblonnière
- Lessard-et-le-Chêne
- Le Mesnil-Eudes
- Le Mesnil-Simon
- Les Monceaux
- Le Pré-d'Auge
- Prêtreville
- Saint-Désir
- Saint-Germain-de-Livet
- Saint-Jean-de-Livet
- Saint-Pierre-des-Ifs